# El Andévalo
El Andévalo ou El Campo de Andévalo est une comarque andalouse située dans la province de Huelva. Elle se trouve entre la Sierra de Aracena, la Tierra Llana de Huelva et la frontière portugaise.
Elle est composée de quatorze communes : Alosno, Cabezas Rubias, Calañas, El Almendro, El Cerro de Andévalo, El Granado, Paymogo, Puebla de Guzmán, San Bartolomé de la Torre, Sanlúcar de Guadiana, Santa Bárbara de Casa, Valverde del Camino, Villanueva de las Cruces et Villanueva de los Castillejos.
Elle est limitrophe de la comarque de la Cuenca Minera à l'est, des comarques de El Condado, de Huelva et de la Costa occidental au sud, du Portugal à l'ouest et, au nord, de la Sierra de Huelva.
El Andévalo est une région de transition entre les plaines littorales et les reliefs abrupts de la zone montagnarde. La comarque se caractérise par son importante activité cynégétique, artisanale, minière et d'élevage. Elle est reconnue pour son intérêt ethnologique, en raison de ses traditions singulières et variées. En matière musicale se distingue le fandango, tandis que la gastronomie est marquée par les ragoûts à base de gurumelo (amanite compacte), un champignon local.

## Source
- (es) Cet article est partiellement ou en totalité issu de l’article de Wikipédia en espagnol intitulé « Andévalo » (voir la liste des auteurs).